# Евангелическо-лютеранская церковь Венгрии
Евангелическо-лютеранская церковь Венгрии (Magyar Evangélikus-Lutheránus Egyház, ЕЛЦВ) — одна из протестантских церквей Венгрии.

## История
В 1707 году были созданы 4 лютеранские епархии, существование которых подтверждал указ 1734 года,, каждую епархию возглавляли суперинтендент и куратор, избираемый из знатных мирян дворянского рода, в ведении которого были организационные, финансовые, хозяйственные и другие практические вопросы. В 1781 году Иосиф II издал т. н. Указ о терпимости (Edictum Tolerantiae) которым запрещались какие бы то ни было преследования на религиозной почве почве, повсеместно протестантам гарантировались свободное вероисповедание и гражданские права, аннулировались конфессиональные ограничения при приеме на гос. службу, отменялся контроль католич. епископов над др. конфессиями. Запрещалось требовать от протестантов такой присяги, которая была бы несовместима с их убеждениями. Было возвращено право самостоятельного созыва соборов (с условием участия в них католич. наблюдателя), восстановлено церковноприходское самоуправление, сняты запреты на деятельность протестантантских пасторов, проповедников и учителей. Был положен конец насильственному обращению людей в католичество. В 1891—1894 гг. был принят устав церкви. В 1920 году от ЕЛЦВ отделились Евангелическая церковь Аугсбургского исповедания Словакии, Евангелическая церковь Аугсбургского исповедания Королевства Сербов, Хорватов и Словенцев (от которой позднее отделилась Словацкая евангелическая церковь Аугсбургского исповедания Сербии) и Евангелическая церковь Аугсбургского исповедания Румынии (от которой позднее отделилась Евангелическо-лютеранская церковь Румынии).

## Организационная структура
Высший орган — синод, между синодами — национальный пресвитериум (Országos Presbitérium), высшие должностные лица епископ-президент (elnök-püspök) и национальный куратор (országos felügyelő). ЕЛЦВ состоит из епархий (egyházkerületek), епархии из благочиний (egyházmegyék), благочиния из приходов (egyházközségek).
Епархии
Высший орган епархии — епархиальное собрание (kerületi közgyűlés), высшие должностные лица епархии — епископ (püspök) и епархиальный куратор (egyházkerületi felügyelő).
Благочиния
Высший орган благочиния — благочинническое собрание (egyházmegyei közgyűlés), между благочинническими собраниями — благочиннический пресвитериум (egyházmegyei presbitérium), высшие должностные лица благочиния — благочинный (esperes) и благочиннический куратор (egyházmegyei felügyelő).
Приходы
Высший орган прихода — приходское собрание (egyházközségi közgyűlés), между приходскими собраниями — пресвитериум (presbitérium), высшее должностное лицо прихода — настоятель (lelkész) и приходской куратор (gyülekezeti felügyelő).

## Список епископов-президентов
- Лайош Вето (1957—1967)
- Золтан Калдь (1967 — май 1987)
- Дьюла Надь (май 1987—1990)
- Бела Хармати (1990—2000)
- Имре Себик (с января 2001)